# Elizabeth Acevedo
Elizabeth Acevedo est une autrice, poète et slameuse dominicaine-américaine. Elle est l'autrice de romans, en particulier pour adolescents et jeunes adultes.

## Biographie
Elizabeth Acevedo est la plus jeune enfant et seule fille de parents immigrants dominicains et a été élevée à New-York. Elle a grandi à Harlem.
À l'âge de douze ans, elle décide qu'elle veut devenir rappeuse, mais se rend rapidement compte que ce qu'elle souhaite vraiment faire c'est de réciter de la poésie sur scène. Elle étudie à la Beacon School, où elle rencontre son professeur d'anglais, Abby Lubin, qui la recrute pour son club de poésie après les cours. À l'âge de quatorze ans, elle participe à sa première compétition de slam. Elle obtient un Bachelor of Arts dans les arts de scène à l'Université George Washington en créant son propre diplôme en mélangeant des cours d'arts de la scène, d'anglais et de sociologie. Elle obtient ensuite un master en Beaux-Arts en écriture créative à l'université de Maryland, et devient professeure adjointe pour les cours d'écriture créative de niveau Bachelor.
Alors qu'elle enseigne en huitième année dans le comté de Prince George, elle demande à ses étudiants pourquoi ils ne lisent pas plus. Leur réponse fut : « Ces livres ne parlent pas de nous ». Elizabeth Acevedo se rend alors compte que ses étudiants étaient affectés par le manque de diversité dans leurs livres et non pas par leurs capacités. Elle achète alors des livres dans lesquels ses étudiants puissent s'identifier, et quand ils eurent lu tous les livres qu'elle avait acheté, elle décida d'en écrire elle-même.
En 2019, elle reçoit la médaille Carnegie pour son roman en vers libres Signé Poète X, et devient la première personne de couleur à recevoir ce prix.
En septembre 2022 la Poetry Foundation la nomme comme la Young People's Poet de l'année. 
En 2023, elle est sélectionnée pour la troisième année d'affilée (depuis 2021) pour le prestigieux prix suédois, le Prix commémoratif Astrid-Lindgren.

### Vie privée
Elizabeth Acevedo s'identifie comme afro-latina. 
Bien qu'élevée dans la religion catholique, elle n'est plus pratiquante. Elle a grandi dans une famille catholique conservatrice, elle allait à l'église tous les dimanches avec sa mère et participait à tous les sacrements. Aujourd'hui, elle ne pratique plus cette religion, bien qu'elle considère que sa relation avec la religion est en cours de développement. Elle remet en question l'apprentissage de la religion, notamment dans son livre Sur le vif (With the Fire on High) où elle montre que la religion peut donner de la force mais amène aussi parfois les femmes et les jeunes filles à se remettre en question.
Elle vit aujourd'hui à Washington D.C. avec son mari Shakir Cannon-Moye.

## Œuvre

### Romans
- Signé Poète X, Nathan, 2019 ((en)The Poet X, 2018), trad. Clémentine Beauvais
- Sur le vif, Nathan, 2021 ((en) With The Fire On High, 2019), trad. Clémentine Beauvais
- De l'autre côté de l'eau, Nathan, 2022 ((en) Clap When You Land, 2020), trad. Clémentine Beauvais
- (en) Write yourself a lantern : A journal inspired by The Poet X, 2020
- (en) Family Lore, 2023

### Recueils de poésie
- (en) Beastgirl & Other Origin Myths, 2016
- (en) Inheritance: A Visual Poem, 2022, ill. Andrea Pippins

## Prix et distinctions
- 2018 : Boston Globe Horn Book Award pour Signé Poète X[8]
- 2018 : National Book Award de littérature Young Adult pour Signé Poète X[9]
- 2019 : Médaille Carnegie pour Signé Poète X[3]
- 2019 : Prix Michael L. Printz pour Signé Poète X[10]
- 2019 : Prix Pura Belpre pour Signé Poète X[11]
- 2019 : Odyssey Award pour le livre audio de Signé Poète X
- 2020 : Golden Kite Honor Book de fiction Young Adult pour Sur le vif[12]
- 2020 : Audie Award pour la narration par le ou les auteurs pour Sur le vif
- 2021 : Sélectionné pour la Médaille Carnegie pour De l'autre côté de l'eau (Clap when you land)[13]
- 2021 : Audie Award de la performance à plusieurs voix pour De l'autre côté de l'eau (Clap when you land)[13]
- 2021 : Audie Award du Young Adult pour De l'autre côté de l'eau (Clap when you land)
- 2020 : Finaliste du prix Kirkus pour De l'autre côté de l'eau (Clap when you land)[14]
- 2021 : Finaliste Médaille Carnegie [15]  pour De l'autre côté de l'eau (Clap when you land)
- 2022 : Lauréate du Young People's Poet de la Poetry Foundation[4]
- 2021 à 2023 :  Sélection pour le Prix commémoratif Astrid-Lindgren durant trois années d'affilée[5]